# Xã Bradys Bend, Quận Armstrong, Pennsylvania
Xã Bradys Bend (tiếng Anh: Bradys Bend Township) là một xã thuộc quận Armstrong, tiểu bang Pennsylvania, Hoa Kỳ. Năm 2010, dân số của xã này là 773 người.